# Erika Parales Pérez
Erika Parales Pérez (Arauca, 8 de octubre de 1976) es una fisioterapeuta y política colombiana, quien se desempeñó brevemente como Gobernadora Encargada de Arauca.

## Biografía
Nacida en la ciudad de Arauca, es fisioterapeuta de profesión y posee una especialización en Gerencia de Salud. Fue contratista del Hospital San Vicente de Arauca, entre 2005 y 2009, y contratista de la Unidad Administrativa Especial de Salud de Arauca, entre 2012 y 2013.
En febrero de 2021 fue designada como Secretaria de Desarrollo Social de Arauca en reemplazo de Carolina Muriel Zea, por el Gobernador José Facundo Castillo Cisneros. Tras la captura de este el 20 de octubre del mismo año, le correspondió ejercer como Gobernadora Encargada de Arauca, cargo que ocupó hasta la designación del General Alejandro Navas Ramos por parte del presidente Iván Duque Márquez. Navas se posesionó el 29 de noviembre.